# Список об'єктів, названих на честь Фібоначчі
Наступне було названо на честь Фібоначчі (італ. Fibonacci, справж. Леонардо Пізанський, італ. Leonardo Pisano; 1170 — бл. 1250) — італійського математика:
- Алгоритм Фібоначчі для єгипетських дробів
- Послідовність Фібоначчі
- Система числення Фібоначчі
- Тотожність Брамагупти — Фібоначчі
- Фібоначчієва купа
- 6765 Фібоначчі — астероїд головного поясу